# Flugplatz Midden-Zeeland

i8
i11
i13
Der Flugplatz Midden-Zeeland (niederländisch: Vliegveld Midden-Zeeland; ICAO-Code: EHMZ) ist ein öffentlicher Flugplatz, 6 km südwestlich von Middelburg, Provinz Zeeland in den Niederlanden.
Vliegveld Midden-Zeeland ist ein Regionalflugplatz in den Niederlanden. Er wurde 1968 gegründet, war jedoch erst 1970 für die Aufnahme von Flugzeugen bereit. Er liegt in der Provinz Zeeland, in der Nähe von Arnemuiden. Der Flugplatz wird hauptsächlich für Geschäftsflieger, Offshore-Unternehmen, Privatflüge und als Stützpunkt für den Bristow North Sea Rescue Service genutzt. Der Flugplatz verfügt über eine befestigte Start- und Landebahn mit einer Länge von 1000 Metern und einer Breite von 30 Metern und befindet sich auf einer Seehöhe von 2 m. Der Flugplatz bietet Platz für Flugzeuge mit einem Maximalgewicht von 6000 kg. Am Flugplatz gibt es auch Flugschulen, die eine Flugausbildung für die Privatlizenz anbieten. Der Flugplatz wird auch von Fallschirmspringern und für Segelflug genutzt.